# Parastasia christmasensis
Parastasia christmasensis är en skalbaggsart som beskrevs av Yuiti Wada 2008. Parastasia christmasensis ingår i släktet Parastasia och familjen Rutelidae. Inga underarter finns listade i Catalogue of Life.